# Judo all'XI Festival olimpico estivo della gioventù europea
Le competizioni di judo al XI Festival olimpico estivo della gioventù europea si sono svolte dal 26 al 28 luglio 2011 a Trebisonda, in Turchia

## Podi

### Ragazzi
| Evento | Oro                 | Argento            | Bronzo                               |
| –50 kg | Walide Khyar        | Elios Manzi        | Vahagn Hovsepyan Karim Maekelberg    |
| –55 kg | Dzmitry Minkou      | Samuel Hall        | Pavlo Skopnenko Nico Spindler        |
| –60 kg | Alexander Raskopine | Adrian Gomboc      | Oleg Sanin Tamazi Kirakozashvili     |
| –66 kg | Uruskhan Bek Balaev | Huseyn Rahimli     | Giorgi Muzashvili Murat Bektas       |
| –73 kg | Firudin Dadashov    | Temurbek Nuraliev  | Levan Gugava Kenzo Breda             |
| –81 kg | Beka Gviniashvili   | Arturs Sokolovskis | Ivan Zoran Grubic Aleksandr Petrunia |
| –90 kg | Anton Savytskiy     | Jalil Shukurov     | Glebs Talalujevs Akhmed Magomedov    |
| +90 kg | Sergii Zvieriev     | Matej Grubisa      | Vladimir Molodykh Giorgi Lazuashvili |

### Ragazze
| Evento | Oro                      | Argento                      | Bronzo                                |
| –44 kg | Irina Dolgova            | Borislava Emilova Damyankova | Evi Vermandere Hayley Willis          |
| –48 kg | Anja Stangar             | Natalia Golomidova           | Demi Van Schijndel Marie Holcakova    |
| –52 kg | Alexandra Larisa Florian | Zarina Babinyan              | Katja Carolin Stiebeling Daniela Raia |
| –57 kg | Kevser Cevik             | Stefania Adelina Dobre       | Vivien Koteles Do Velema              |
| –63 kg | Diana Dzhigaros          | Krisztina Polyak             | Bar Farin Patricija Brolih            |
| –70 kg | Brigita Matic            | Aja Gacnik Zupanc            | Sanne Van Dijke Beata Anna Pacut      |
| +70 kg | Yelyzaveta Kalanina      | Vera Davydenko               | Kübra Kara Michelle Goschin           |